# Affalter
Das Dorf Affalter ist ein Ortsteil der Stadt Lößnitz im Erzgebirgskreis in Sachsen.

## Geographie

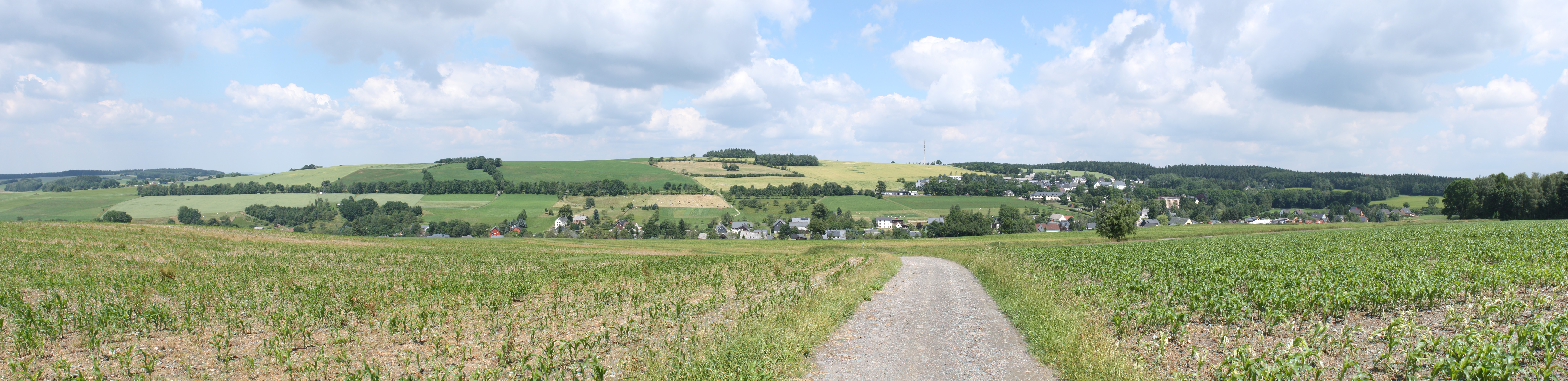
Oberer Teil des Ortes

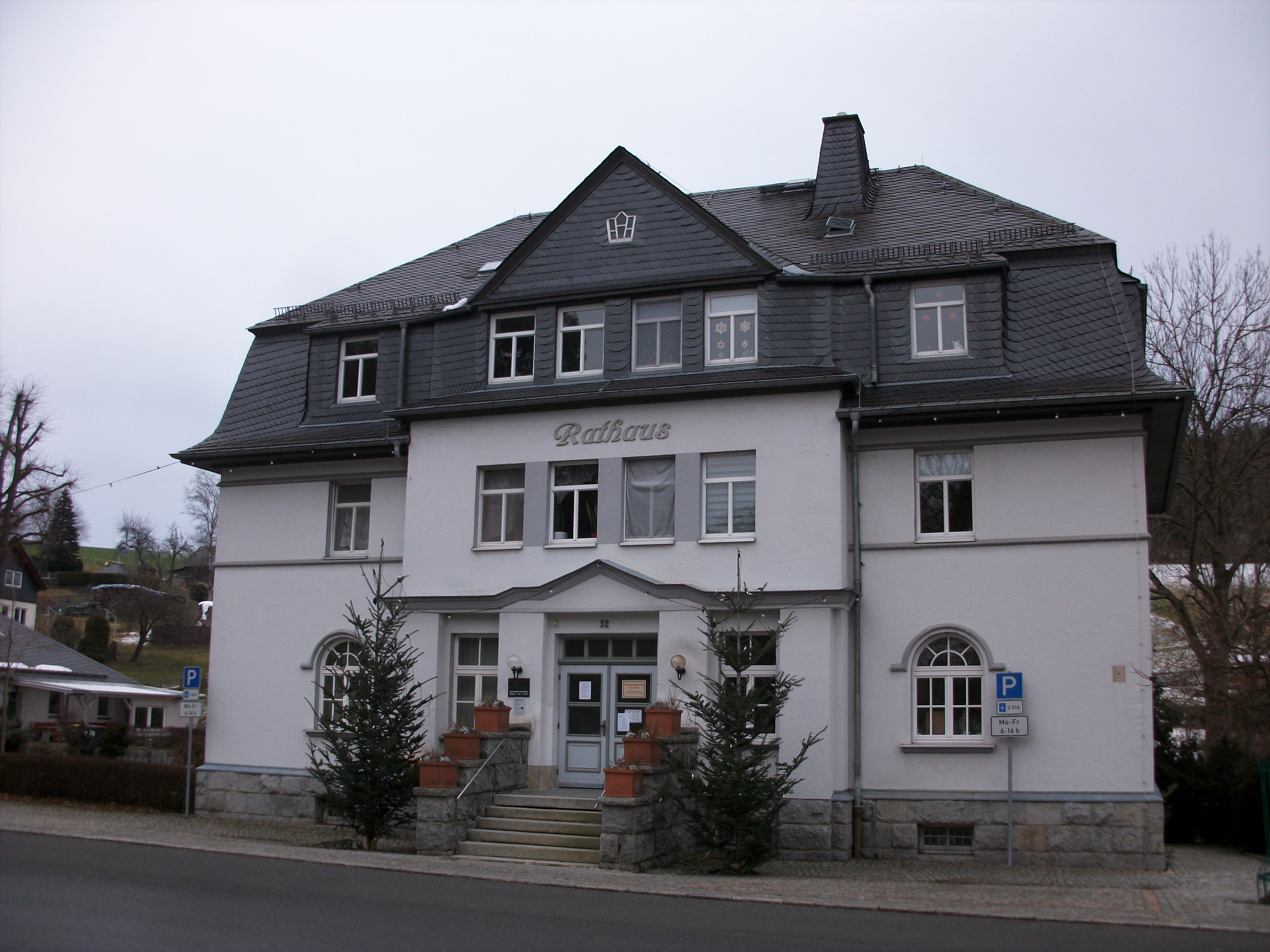
Rathaus Affalter

### Lage
Das nordöstlich von Lößnitz gelegene Affalter erstreckt sich mehr als vier Kilometer bergaufwärts rechts und links des Affalterbaches in einer Höhenlage von 440 m bis 627 m ü. NN. Der höchste Punkt befindet sich dabei auf dem Katzenstein und der tiefste Punkt am Dorfausgang in Richtung Lößnitz.
Am nördlichen Rand des Westerzgebirges gelegen entwickelte sich der ländliche Wohnort im Einzugsbereich von Zwönitz, Lößnitz und Aue geprägt durch eine lange landwirtschaftliche Tradition.
Der seit dem 1. Januar 1999 zur Stadt Lößnitz gehörende Ortsteil Affalter gehört zum Städtebund Silberberg und besteht aus den Ortsteilen Grüna, Streitwald und Affalter.
Die Gemarkung von Affalter umfasst 1193 ha, wobei ein Fünftel der Fläche (239 ha) von Wald bedeckt ist. Folgende Orte grenzen an Affalter, im Uhrzeigersinn von Norden beginnend: Niederzwönitz, Lenkersdorf, Dittersdorf, Lößnitz, Grüna, Beutha und Gablenz-Waldschänke. 
An den überregionalen Verkehr ist Affalter durch die Bundesstraße 169 in Richtung Süd-Westen nach Lößnitz-Aue, in Richtung Norden nach Gablenz und Stollberg angebunden. Von 1895 bis 1967 hatte Affalter im Oberdorf einen Haltepunkt auf dem Abschnitt Zwönitz–Stollberg der Bahnstrecke Zwönitz–Chemnitz Süd (heute ist der Abschnitt Stollberg–Chemnitz als Würschnitztalbahn bekannt).

### Naturraum
Die Gemarkung Affalter liegt im unteren Erzgebirge zwischen der Zwickauer Mulde und dem Zwönitztal, etwa 40 km nördlich des Hauptkammes. Die Ortsteile Grüna und Affalter werden durch die B 169 voneinander getrennt. Grüna liegt nordwestlich und Affalter südöstlich der Bundesstraße.
Morphologische Kennzeichen des Gebietes sind Hochflächen, in die sich Quermulden und Kerbtäler eingearbeitet haben. Affalter liegt in einem von dem „Dorfbach“ durchflossenen Tal, das etwa 100 m tief eingeschnitten ist. Die Steilhänge steigen bis zu einer Höhenlage von ca. 600 m ü. NN an. Die Geländeneigung beträgt bis zu 30°. Der Dorfbach hat seinen Ursprung im Bereich des Streitwaldes, wird an der Gemarkungsgrenze zu Lößnitz zum Lößnitzbach und mündet bei Aue in die Zwickauer Mulde. Das Tal verläuft in SW-NE-Richtung.
Die natürliche Vegetation ist ein Fichtenwald, in dem vereinzelt auch Tannen und Buchen, sowie gelegentlich Ebereschen zu finden sind.
Geologisch gesehen ist die Gemarkung durch ordovizische Schichten geprägt. Daneben finden sich silurische Tuffe und Effusiva sowie pleistozäne Gehängelehme und Schutt. Im südöstlichen Teil der Gemarkung befinden sich Schiefersteinbrüche.
Die Jahresmitteltemperaturen betragen in diesem Teil des Erzgebirges in den Tallagen 7,5 °C, in den Hochlagen 6,5 °C. Die mittleren Januartemperaturen liegen bei −1,5 °C (−2,5 °C), die mittleren Julitemperaturen bei 16,5 °C (15,5 °C). An 205 (190) Regentagen fallen durchschnittlich 700 mm bis 900 mm Niederschlag.

## Geschichte

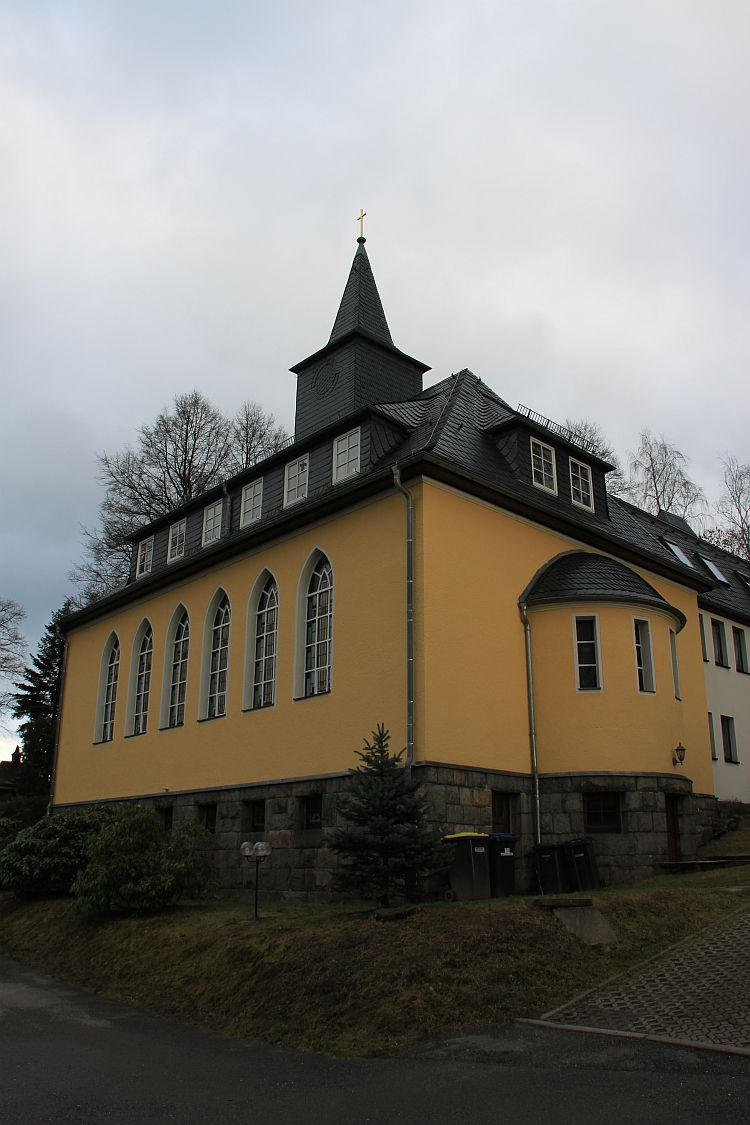
Pfarrkirche

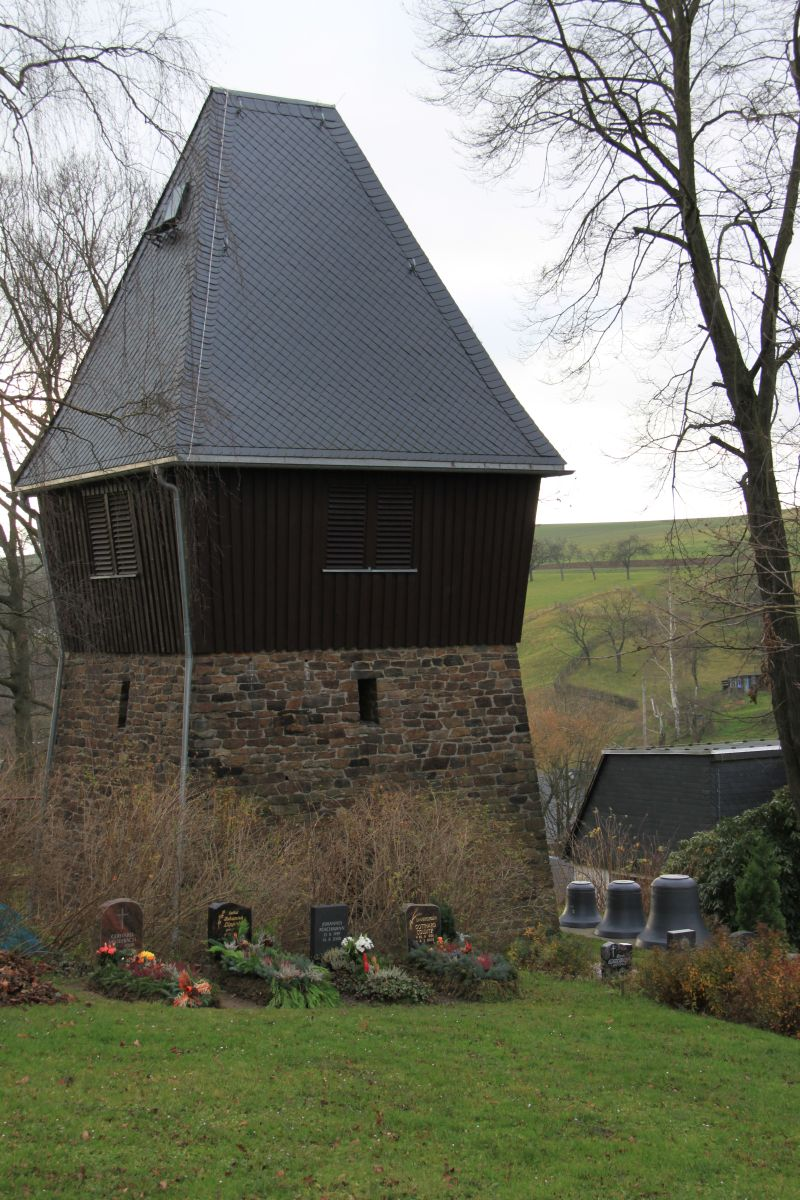
Glockenturm auf dem Friedhof

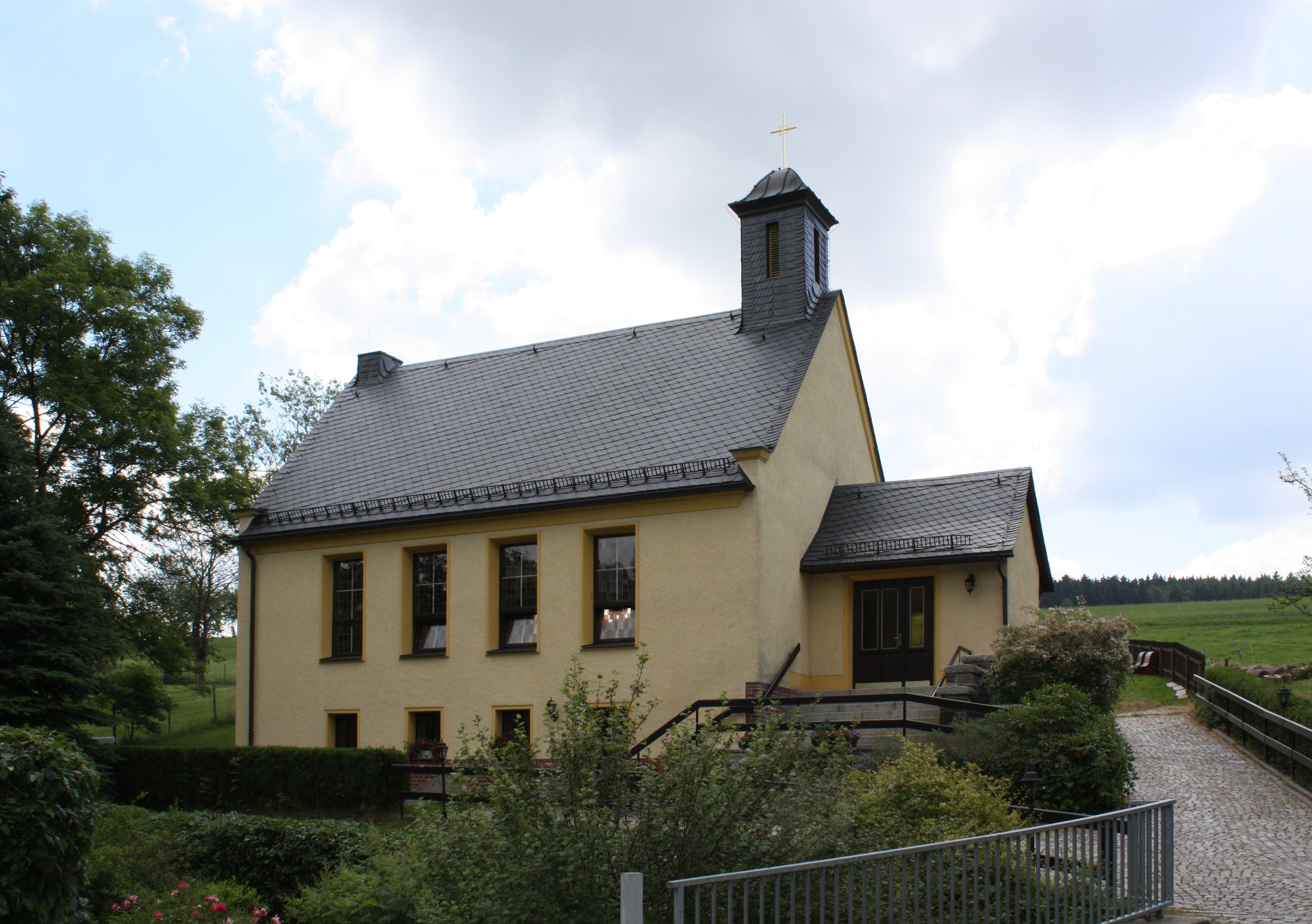
Evangelisch-methodistische Christuskirche

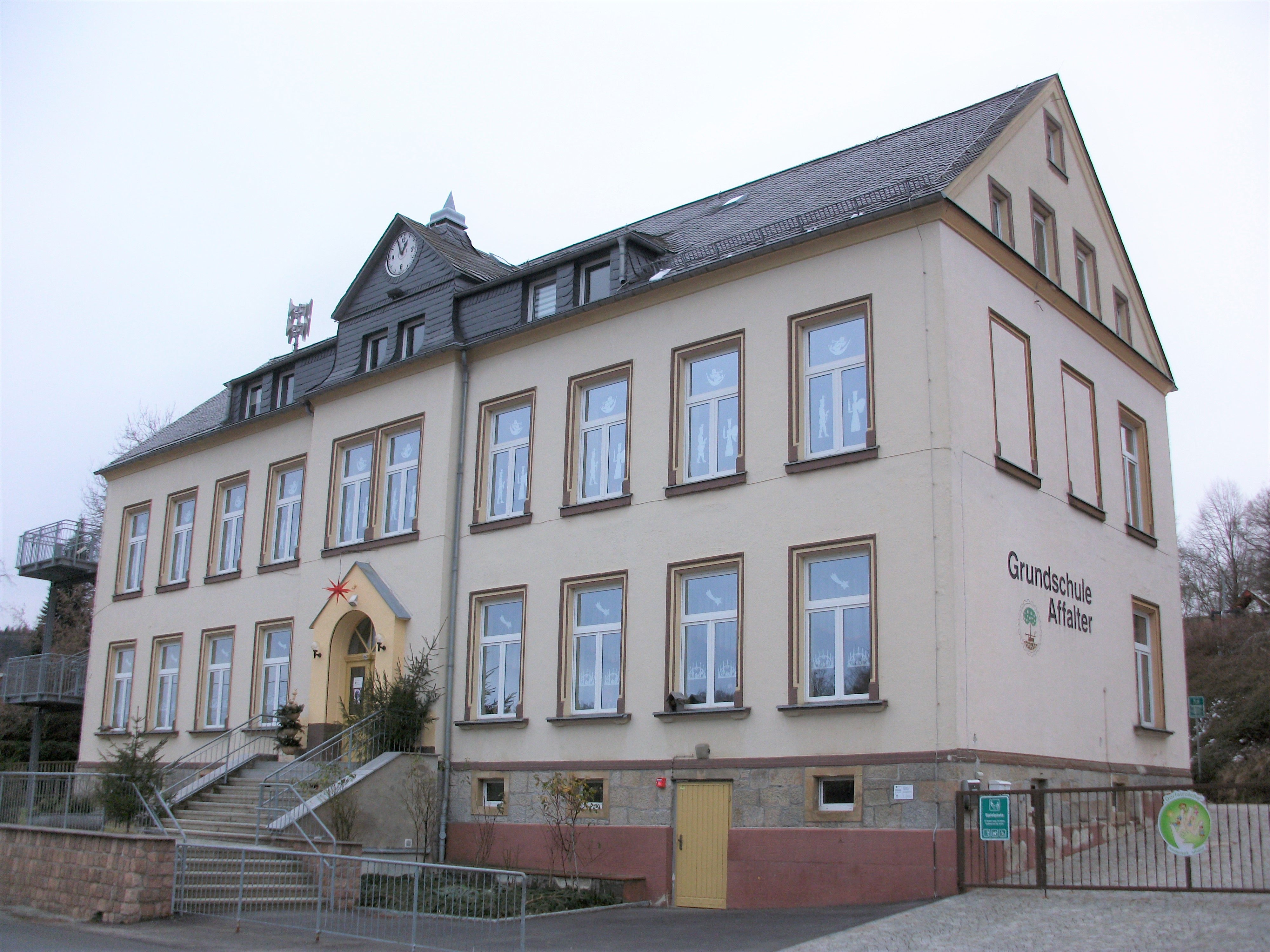
Grundschule Affalter

### Ortsname
Der Name Affalter ist von den althochdeutschen Wörtern afal oder aful (Apfel) und tra (Baum - gotisch triu, englisch tree)  abzuleiten. Der Apfelbaum ist auch im Wappen von Affalter zu sehen.

### Ortsgeschichte
Affalter entstand in der Zeit um 1200, als Bauern aus allen Teilen Deutschlands kamen, um das bis dahin wilde Waldland urbar zu machen. Jedem neu siedelnden Bauern wurde ein Flurstreifen, eine sogenannte Hufe zugewiesen. Da Wald gerodet werden musste, nennt man eine solche Gründung Waldhufendorf.
Die erste urkundliche Erwähnung im Zinsregister der Stadt Lößnitz fällt in das Jahr 1396. Beide Orte (Nieder- und Oberaffalter) wurden erstmals 1497 als Nideraffalder und Obiraffalder urkundlich erwähnt. Historisch gehörte Oberaffalter zu Hartenstein. Niederaffalter war geteilt, die 15 westlichen Güter gehörten gleichfalls zu Hartenstein, die sieben östlichen zu Schönburg.
1712 gab es die erste gemeinsame Schule für Ober- und Niederaffalter, und nach einer kurzen Unterbrechung dieser Zusammenarbeit wurde 1777 von den beiden Orten ein gemeinsames Schulhaus erbaut. 
Seit dem Jahre 1560 befinden sich Angaben über die Vorgänge der Gemeinde im Lößnitzer Kirchenbuch. Die evangelische Kirche von Affalter wurde 1931 geweiht, die methodistische Kirche 1935.
Neben üblichen Futterpflanzen und Getreide wurde auch Flachs angebaut, deshalb existierte im Niederdorf eine Ölmühle und eine Garnbleiche. Mit Entstehen Lößnitzer Fabriken arbeiteten dort viele Leute aus Affalter, vorwiegend aus dem Niederdorf. Seit dem 17. Jahrhundert fand ein größerer Teil der Bevölkerung Beschäftigung in der Schieferbruchindustrie. 1869 wurde im Albrechtschen Schieferbruch ein Pferdegöpel betrieben, um Wasser aus dem Bruch zu holen. Um 1870 sollen insgesamt 17 Brüche in Betrieb gewesen sein.
Nieder- und Oberaffalter wurden mindestens bis 1816 durch das Amt Hartenstein verwaltet, 1843 durch die Ämter Hartenstein und Stein, 1875 durch die Schönburgischen Herrschaften und 1885 durch die Amtshauptmannschaft Schwarzenberg.
Affalter entstand 1925 durch den Zusammenschluss der beiden Waldhufendörfer Nieder- und Oberaffalter, welche im Bereich der heutigen Schule aneinandergrenzten. Gegen Ende der zwanziger Jahre des 20. Jahrhunderts entstand in der sogenannten Spellhütte (ein Überbleibsel aus der Zeit des Schieferabbaus) eine Jugendherberge, die zu DDR-Zeiten nach Clara Zetkin benannt war. Trotz seiner Nähe zu industriereichen Städten ist Affalter als landwirtschaftlich geprägter Ort weitestgehend erhalten geblieben, dies gilt auch für die Gründungsform des Waldhufendorfes, da Ortserweiterungen sich neben einigen Lückenschließungen auf den oberen Bereich von Oberaffalter und den Streitwald beschränken. 
Am 1. April 1939 wurde Streitwald eingemeindet, am 1. Februar 1974 folgte Grüna.
Von 1955 bis 1973 befand sich in der Nähe von Affalter der Sender Katzenstein, ein Fernseh- und UKW-Sender.
Bis 1966 hatte Affalter Anschluss an die Bahnstrecke Zwönitz–Chemnitz Süd. 
Am 1. Januar 1999 schloss sich Affalter mit seinen Ortsteilen der nahe gelegenen Stadt Lößnitz auf freiwilliger Basis an.

### Entwicklung der Einwohnerzahl
| Jahr   | Einwohnerzahl                            |
| ------ | ---------------------------------------- |
| 1497 1 | 20 besessene Mann, 96 Inwohner           |
| 1546 2 | 16 Hufner, 2 Hausgenossen                |
| 1750 1 | 20 besessene Mann, 15 Häusler            |
| 1750 2 | 16 besessene Mann, 4 Gärtner, 14 Häusler |
| 1834 1 | 302                                      |
| 1834 2 | 349                                      |

| Jahr   | Einwohnerzahl |
| ------ | ------------- |
| 1871 1 | 478           |
| 1871 2 | 502           |
| 1890 1 | 516           |
| 1890 2 | 542           |
| 1910 1 | 565           |
| 1910 2 | 704           |

| Jahr | Einwohnerzahl |
| ---- | ------------- |
| 1925 | 1353          |
| 1939 | 1658          |
| 1946 | 1739          |
| 1950 | 1931          |
| 1964 | 1726          |
| 1971 | 1671          |

| Jahr | Einwohnerzahl |
| ---- | ------------- |
| 1990 | 1488          |
| 2011 | 1443          |

### Ehrenbürger
- 1933: Adolf Hitler, Reichskanzler
- 1933: Paul von Hindenburg, Reichspräsident[8]